# If You're Reading This It's Too Late
If You're Reading This It's Too Late es el cuarto mixtape del rapero canadiense Drake. Fue liberado a través de iTunes Store sin anuncio previo el 13 de febrero de 2015, por medio de la discografía Cash Money Records. Había un debate si este proyecto era un mixtape o un álbum de estudio, cuando este se había liberado comercialmente, pero Drake se ha referido al proyecto como un mixtape.
El álbum debutó como número 1 en EE. UU. con 495 000 ventas en los primeros tres días y 40 000 de reproducciones en streaming.
El álbum también rompió un récord en Spotify registrando con encima de 17.3 millones de reproducciones en los primeros tres días de liberación, superando así a su antiguo álbum Nothing Was the Same (2013) el cual alcanzó en su primera semana 15.146 millones de reproducciones.
El 11 de agosto de 2015, su mixtape había vendido más de 1 millón de copias, por lo que Drake fue el primer artista en ganar un disco de platino en 2015. También marca el cuarto álbum de platino del rapero.

## Historia
En julio de 2014, Drake anunció el título de su cuarto álbum de estudio Views from the 6, en qué según dice aún no había empezado. En noviembre de 2014, en una entrevista al jugador de baloncesto de los Toronto Raptors, DeMar DeRozan mencionó que Drake pretendía liberar un mixtape en enero de 2015.
El 12 de febrero de 2015, Drake a través de la plataforma Vimeo, liberó un vídeo llamado "Jungle" el cual presentó fragmentos de dos canciones nuevas llamadas "Know Yourself" y "Jungle".

## Liberación y promoción
El 12 de febrero de 2015, Drake dio a conocer su nuevo álbum a través de Twitter el cual daba un enlace a iTunes.
También el álbum fue liberado a través de SoundCloud por la cuenta oficial de Drake llamada OVO Sound's, pero fue eliminado más tarde. El álbum fue liberado en iTunes Store el 13 de febrero de 2015 por Cash Money Records.

## Lista de canciones[14]
| Nº  | Título                                                | Escritor(es)                                                                                           | Productor(es)                      | Duración |
| --- | ----------------------------------------------------- | --- | ---------------------------------- | -------- |
| 1.  | "Legend"                                              | Aubrey Graham, Jahron Brathwaite, Yung Nate, Stephen Garrett, Benjamin Bush, Timothy Mosley            | PartyNextDoor                      | 4:01     |
| 2.  | "Energy"                                              | Aubrey Graham, Matthew Samuels                                                                         | Boi-1da, OB O'Brien                | 3:01     |
| 3.  | "10 Bands"                                            | Aubrey Graham, Quentin Miller, Samuels Adam Feeney, R. Thomas III                                      | Boi-1da, Sevn Thomas               | 2:57     |
| 4.  | "Know Yourself"                                       | Aubrey Graham, Samuels, Anderson Hernández, Joshua Scruggs, Malcolm A. Nichols                         | Boi-1da Vinylz, Syk Sense          | 4:35     |
| 5.  | "No Tellin"                                           | Aubrey Graham, Miller, Kenza Samir, Samuels, Feeney, Tommy Paxton-Beesley                              | Boi-1da, Frank Dukes               | 5:10     |
| 6.  | "Madonna"                                             | Aubrey Graham, Noah Shebib, Garrett, Bush, Mosley                                                      | Noah "40" Shebib                   | 4:08     |
| 7.  | "6 God"                                               | Aubrey Graham, Samuels, Scruggs, Wise                                                                  | Boi-1da, Syk Sense                 | 3:00     |
| 8.  | "Star67"                                              | Aubrey Graham, Amir Obie, E. Ahmed, C. Essel, D. Smith, D Levy, Jared "BK" Levy, Brandn Shiraz, Shebib | NYLZ, Most High, Obie              | 4:55     |
| 9.  | "Preach" (featuring PartyNextDoor)                    | Aubrey Graham, Brathwaite, Alicia Augello-Cook, Kerry Brothers, Jr., Edwin Jantunen, Shebib            | PartyNextDoor                      | 3:56     |
| 10. | "Wednesday Night Interlude" (featuring PartyNextDoor) | Brathwaite, Ekali                                                                                      | PartyNextDoor                      | 3:32     |
| 11. | "Used To" (featuring Lil Wayne)                       | Aubrey Graham, Kyle J. Francis, Dwayne Carter, Jr., Miller, Samir, Ebony Oshunrinde, M. Giombini       | Wondagurl                          | 4:28     |
| 12. | "6 Man"                                               | Aubrey Graham, Miller, Shebib                                                                          | Noah "40" Shebib, Daxz             | 2:47     |
| 13. | "Now & Forever"                                       | Aubrey Graham, G. Phillips, Eric Dingus                                                                | Dingus, Jimmy Prime                | 4:41     |
| 14. | "Company" (featuring Travi$ Scott)                    | Aubrey Graham, Jacques Webster, Oshunrinde                                                             | Wondagurl, TM88, Travi$ Scott      | 4:12     |
| 15. | "You & the 6"                                         | Aubrey Graham, Samuels, Ramon Ilbanga, Jr., Shebib, Allen Ritter                                       | Boi-1da, Illmind, Noah "40" Shebib | 4:24     |
| 16. | "Jungle"                                              | Aubrey Graham, Gabriel Garzón-Montano, Samir Shebib                                                    | Noah "40" Shebib                   | 5:20     |
| 17. | "6PM in New York" (bonus track)                       | Aubrey Graham, Samir, Samuels, Feeney, Thomas III                                                      | Boi-1da, Frank Dukes, Sevn Thomas  | 4:43     |